# 草野慶子
草野 慶子（くさの けいこ、1968年1月 - ）は日本のロシア文学者、専門は20世紀ロシア文学。早稲田大学文学学術院教授。

## 人物
1968年、東京都生まれ。1990年3月、早稲田大学第一文学部総合人文学科ロシア文学専修卒業。1992年3月、早稲田大学大学院文学研究科ロシア文学専攻博士前期課程修了、文学修士。1996年3月、早稲田大学大学院文学研究科ロシア文学博士後期課程単位取得満期退学。1994年から1996年まで早稲田大学第一文学部・第二文学部助手。1996年から1998年まで慶應義塾大学文学部非常勤講師。1996年から早稲田大学第一・第二文学部専任講師。2000年から2005年まで助教授。2005年から早稲田大学第一文学部・第二文学部教授に就任。現在は、早稲田大学文化構想学部教授。

## 著書
- 「ロシア恋愛小説の読み方」、日本放送出版協会、2004年9月発行
- 「ロシア幻想小説の読み方」、日本放送出版協会、2004年12月発行